# Renédale
Renédale település Franciaországban, Doubs megyében. Lakosainak száma 43 fő (2022. január 1.). Renédale Mouthier-Haute-Pierre és Ouhans községekkel határos.

## Népesség
A település népessége az elmúlt években az alábbi módon változott:
| Lakosok száma | 40   | 32   | 27   | 34   | 37   | 41   | 40   | 46   | 47   | 43   |
|               | 1968 | 1982 | 1990 | 2006 | 2013 | 2015 | 2017 | 2019 | 2020 | 2022 |